# Jota1 Normae
Jota1 Normae (ι1 Normae, förkortat Jota1 Nor, ι1 Nor) är en tripelstjärna belägen i den södra delen av stjärnbilden Vinkelhaken. Den har en kombinerad skenbar magnitud på 4,69 och är synlig för blotta ögat där ljusföroreningar ej förekommer. Baserat på parallaxmätning inom Hipparcosuppdraget på ca 25,4 mas, beräknas den befinna sig på ett avstånd på ca 128 ljusår (ca 39 parsek) från solen. På det beräknade avståndet minskar dess skenbara magnitud med 0,062 enheter genom en skymningsfaktor beroende på interstellärt stoft.[9]

## Egenskaper
Primärstjärnan Jota1 Normae A är en blå till vit stjärna i huvudserien av spektralklass A4 V. Den har en beräknad massa som är ca 1,9 gånger större än solens massa, en radie som är ca 2,6 gånger större än solens och utsänder från dess fotosfär ca 21 gånger mera energi än solen vid en effektiv temperatur av ca 7 800 K.
Det inre stjärnparet kretsar kring varandra med en omloppsperiod på 26,8 år och en excentricitet på 0,515. De har en blandad spektralklass av A7 IV, motsvarande en vit underjättestjärna av spektraltyp A. Båda stjärnorna är faktiska huvudseriestjärnor av spektraltyp A, där följeslagare, Jota1 Normae B, är av spektralklass A6 V. Den tredje stjärnan, Jota1 Normae C, är en stjärna av magnitud 8,1 med en massa som är 0,88 gånger solens massa. Den ligger med en vinkelseparation på 10,8 bågsekunder från det inre paret.